# Tony Tigrão
Antonio Carlos Oliverio Filho, vulgarmente conhecido por Tony Tigrão (São Paulo, 20 de setembro de 1978) é um ator pornográfico brasileiro.

## Biografia
Em meados de 1999, com aproximadamente 21 anos de idade, iniciou a sua carreira como ator pornográfico, e antes de entrar neste mercado já foi açougueiro, motorista e até cantor de pagode da banda Bokaloka.
Em 2020, anunciou que pretende se aposentar do ofício em 5 anos e quer ser diretor.

### Prêmios e Indicações
Venceu prémios do Sexy Hot entre 2014 e 2018.
| Ano  | Prêmio          | Resultado | Categoria | Fonte |
| ---- | --------------- | --------- | --- | ----- |
| 2015 | Prêmio Sexy Hot | Venceu    | Melhor Cena de Dupla Penetração em Taras & BDSM (com Melissa Alecxander e Ed Jr.)                                  | [ 4 ] |
| 2016 | Prêmio Sexy Hot | Venceu    | Melhor Cena de Dupla Penetração em As fantasias de Paty (com Patrícia Kimberly e Ed Jr.)                           | [ 5 ] |
| 2016 | Prêmio Sexy Hot | Venceu    | Melhor Cena de Ménage em As fantasias de Paty (com Patrícia Kimberly e Ed Jr.)                                     | [ 5 ] |
| 2018 | Prêmio Sexy Hot | Venceu    | Melhor Cena de Dupla Penetração em Um furacão chamado Elisa (com Elisa Sanches e Cassio Reys)                      | [ 6 ] |
| 2018 | Prêmio Sexy Hot | Venceu    | Melhor Cena de Orgia/Gang Bang em Carnated 2017 (com Sandy Cortez, Patrícia Kimberly, Alessandra Marques e Loupan) | [ 6 ] |
| 2019 | Prêmio Sexy Hot | Venceu    | Melhor Cena de Dupla Penetração em Promessa é dívida (com Mirella Mansur e Nego Catra)                             | [ 7 ] |